# Middelstewehr
Middelstewehr ist eine aus drei Höfen bestehende Gutsanlage in Krummhörn im niedersächsischen Landkreis Aurich sowie Standort einer Häuptlingsburg der Cirksena.

## Geschichte
Im 15. Jahrhundert war die Burg in Middelstewehr im Besitz der Cirksena, Enno Cirksena vererbte sie um 1430 an seine jüngste Tochter Okka. Später besaß die Burg Claus von Werpe, Hofmeister des Grafen Edzard I. von Ostfriesland, der mit Edzarda von Middelstewehr verheiratet war. Darauf gelangte sie durch Erbschaft an die Beninga zu Upleward. Diese verkauften sie 1599 an die Verwandte Bindeleff zu Kniphausen, die mit Eberhard von Diepenbrock verheiratet war. Später kam der Besitz an die von Starkenborg, dann an die Menkema aus Holland. 1859 kaufte der Herzog von Herzog von Arenberg-Meppen das Gut. Dieser veräußerte es 1976 an die Niederländische Landgesellschaft. Das Gut Middelstewehr besteht aus drei Höfen. Hinter einem der Höfe stand in einer Senke die Burg.

## Beschreibung der Burg
Die Burg lag in einem tiefer gelegenen Areal im Südosten der Wurt. Auf einem Kupferstich von 1649 ist sie als zweigeschossiges Haus mit Flügelanbau und zentralem Turm abgebildet. In der Preußischen Neuaufnahme von 1892 (Blatt 2508 Pilsum) ist die Burgstelle als quadratischer Wassergraben von 50 Metern Seitenlänge verzeichnet. Spuren von Wall, Gräben und Mauer müssen noch vor wenigen Jahrzehnten zu sehen gewesen sein.
Bei einer Notgrabung im Jahre 2006 wurden Fundamente eines 14 Meter breiten und mindestens 13 Meter langen Gebäudes freigelegt, das nach Aussage der Keramikfunde aus der frühen Neuzeit stammt. Der Bau ist aber aus mittelalterlichen Backsteinen im Klosterformat errichtet worden. Dies spricht für die Existenz eines Vorgängerbaus, dessen Backsteine somit wiederverwendet worden wären.